# Guitar Hero: Warriors of Rock
Guitar Hero: Warriors of Rock är ett musik-TV-spel och den sjätte delen i Guitar Hero-serien. Spelet är publicerat av Activision, med Neversoft som utvecklare för Playstation 3- och Xbox 360-versionerna. Vicarious Visions utvecklar Nintendo Wii-versionen. I Sverige släpptes spelet den 24 september 2010.
Guitar Hero: Warriors of Rock är det sista spelet i serien att utvecklas av Neversofts Guitar Hero-team; spelet färdigställdes strax innan teamet upplöstes.

## Låtlista
Spelets låtlista består av över 90 låtar. Två låtar, Alice Coopers "No More Mr. Nice Guy" och The Runaways "Cherry Bomb", har blivit återinspelade av respektive band specifikt för att användas i Guitar Hero: Warriors of Rock.
- A Perfect Circle - "The Outsider"
- Aerosmith – ”Cryin’”
- AFI – ”Dancing Through Sunday”
- Alice Cooper – ”No More Mr. Nice Guy”
- Alter Bridge – ”Ties That Bind”
- Anberlin – ”Feel Good Drag”
- Anthrax – ”Indians”
- Arch Enemy – ”Nemesis”
- Atreyu – ”Ravenous”
- Avenged Sevenfold – ”Bat Country”
- Bad Brains – ”Re-Ignition (Live)”
- Band of Skulls – ”I Know What I Am”
- Black Sabbath – ”Children of the Grave”
- Blind Melon – ”Tones of Home”
- Blue Öyster Cult – Burnin’ for You
- Bush – ”Machinehead”
- Buzzcocks – ”What Do I Get?”
- Children of Bodom – ”If You Want Peace… Prepare for War”
- Creedence Clearwater Revival – ”Fortunate Son”
- Deep Purple – ”Burn”
- Def Leppard – ”Pour Some Sugar on Me (Live)”
- Dethklok – ”Bloodlines”
- Dire Straits – ”Money for Nothing”
- Dragonforce – ”Fury of the Storm”
- Drowning Pool – ”Bodies”
- Fall Out Boy – ”Dance, Dance”
- Five Finger Death Punch – ”Hard to See”
- Flyleaf – ”Again”
- Foo Fighters – ”No Way Back”
- Foreigner – ”Feels Like the First Time”
- George Thorogood and the Destroyers – ”Move It on Over (Live)”
- Interpol – ”Slow Hands”
- Jane's Addiction – ”Been Caught Stealing”
- Jethro Tull – ”Aqualung”
- John 5 Feat. Jim Root – ”Black Widow of La Porte”
- Kiss – ”Love Gun”
- Linkin Park – ”Bleed It Out”
- Lynyrd Skynyrd – ”Call Me the Breeze (Live)”
- Megadeth – ”Holy Wars… The Punishment Due”
- Megadeth – ”Sudden Death”
- Megadeth – ”This Day We Fight!”
- Metallica och Ozzy Osbourne – ”Paranoid (Live)”
- Muse – ”Uprising”
- My Chemical Romance – ”I’m Not Okay (I Promise)”
- Neil Young – ”Rockin’ in the Free World”
- Nickelback – ”How You Remind Me”
- Night Ranger – ”(You Can Still) Rock in America”
- Nine Inch Nails – ”Wish”
- Orianthi – ”Suffocated”
- Pantera – ”I’m Broken”
- Phoenix – ”Lasso”
- Poison – ”Unskinny Bop”
- Queen – ”Bohemian Rhapsody”
- Queensrÿche – ”Jet City Woman”
- R.E.M. – ”Losing My Religion”
- RX Bandits – ”It’s Only Another Parsec…”
- Rammstein – ”Waidmanns Heil”
- Red Rider - "Lunatic Fringe"
- Rise Against – ”Savior”
- Rush – ”2112 Pt. 1 – Overture”
- Rush – ”2112 Pt. 2 – The Temples of Syrinx”
- Rush – ”2112 Pt. 3 – Discovery”
- Rush – ”2112 Pt. 4 – Presentation”
- Rush – ”2112 Pt. 5 – Oracle: The Dream”
- Rush – ”2112 Pt. 6 – Soliloquy”
- Rush – ”2112 Pt. 7 – Grand Finale”
- Silversun Pickups – "There’s No Secrets This Year"
- Slash, Ian Astbury och Izzy Stradlin – ”Ghost”
- Slayer – ”Chemical Warfare”
- Slipknot – ”Psychosocial”
- Snot – ”Deadfall”
- Soundgarden – ”Black Rain”
- Steve Vai – ”Speeding”
- Stone Temple Pilots – ”Interstate Love Song”
- Strung Out – ”Calling”
- Styx – ”Renegade”
- Sum 41 – ”Motivation”
- Tesla – ”Modern Day Cowboy”
- Third Eye Blind – ”Graduate”
- Tom Petty & The Heartbreakers – ”Listen to Her Heart”
- The Cure – ”Fascination Street”
- The Dillinger Escape Plan – ”Setting Fire to Sleeping Giants”
- The Edgar Winter Group – ”Free Ride”
- The Hives – ”Tick Tick Boom”
- The Offspring – ”Self Esteem”
- The Ramones – ”Theme From Spiderman”
- The Rolling Stones – ”Stray Cat Blues”
- The Runaways – ”Cherry Bomb”
- The Vines – ”Get Free”
- The White Stripes – ”Seven Nation Army”
- Them Crooked Vultures – ”Scumbag Blues”
- Twisted Sister – ”We’re Not Gonna Take It”
- ZZ Top – ”Sharp Dressed Man (Live)”